# 岩城裕明
岩城 裕明（いわき ひろあき、1984年 - ）は、日本の小説家。

## 経歴・人物
2009年9月、第6回講談社BOX新人賞“流水大賞”優秀賞を受賞した『ようこそ、ロバの目の世界へ。』で単行本デビューした。
初の単行本刊行の前に、講談社発行の文芸雑誌『パンドラ』に短編が1編掲載されている。また、第6回の優秀賞受賞以前に、第4回流水大賞で『僕等が愛に笑いに勇気に希望に暴力に自殺に虚構に頼る理由』があしたの賞を受賞している。
2014年、『牛家』で第21回日本ホラー小説大賞佳作に入選。

## 作品リスト

### 単行本
- 『ようこそ、ロバの目の世界へ。』 （講談社BOX、2009年9月、ISBN 978-4-06-283727-9） - イラスト：ごり
- 『その花束は少年で出来ている The bouquet is made of boys. 』（講談社BOX、2013年3月、ISBN 978-4-06-283834-4） - イラスト：スオウ
  - 初出：講談社BOX『BOX-AiR』6号（2011年9月） - 11号（2012年2月）、16号（2012年7月） - 18号（2012年9月）

- 『牛家』角川ホラー文庫、2014年11月、ISBN 978-4-04-102162-0
  - 収録作：「牛家（うしいえ）」「瓶人（かめびと）」
- 『煉獄ふたり : 優しい幽霊はコンビニにいる』（講談社BOX、2015年5月、ISBN 978-4-06-219544-7） - イラスト：スオウ
- 『三丁目の地獄工場』 角川ホラー文庫、2016年4月、ISBN 978-4-04-103999-1
  - 収録作：「怪人村」「女瓶（めかめ）」「ぼくズ」「地獄工場（ヘルこうじょう）」「キグルミ」
- 『呪いに首はありますか』実業之日本社、2018年8月、ISBN 978-4-40-853727-6
  - 【改題】『呪いのカルテ　たそがれ心霊クリニック』実業之日本社文庫、2021年8月、ISBN 978-4-408-55676-5
- 『事故物件7日間監視リポート』角川ホラー文庫、2020年2月、ISBN 978-4-04-107327-8

### 漫画原作
- 『神様、僕は気づいてしまった』（ゲッサン少年サンデーコミックス、ISBN 978-4-09-851007-8）-マンガ：ウエマツ七司

### アンソロジー収録作品
- 「優作の優」 （『Powers Selection 新走』、講談社、2011年5月） - イラスト：スオウ
- 「ぼくの影」「ムラサキのインコ」「押入れ」「祖母の絵」「うどん石」「首吊り橋」（『世にも奇妙なストーリー 呪いの螺旋』、西東社、2019年8月）

### 単行本未収録作品
- ホッピングマンション （『パンドラ』Vol.4、講談社、2009年8月） - イラスト：ごり
- コーポ・クジライヌ （『群象』、講談社BOX非公認サークル パンドラBETA、2009年12月6日） - 第9回文学フリマで販売
- デルタ （講談社BOX『BOX-AiR』1号、2011年4月）
- さよならと言って、さよなら （講談社BOX『BOX-AiR』13号、2012年4月）
- ななめうしろの男 （講談社BOX『BOX-AiR』22号、2013年1月）
- 夜を歩く （講談社BOX『BOX-AiR』36号、2014年3月）
- 春はまだか （講談社BOX『BOX-AiR』37号、2014年4月）
- どうして幽霊は服をきているのですか （実業之日本社『月刊ジェイ・ノベル』2017年1月号）
- 海になる （アトリエサード『ナイトランド・クォータリー』vol.15、2018年11月）